# 森下真樹
森下 真樹（もりした まき、英: Maki Morishita、1975年 - ）は、振付家／ダンサー。10か国30都市以上でソロ作品を上演している。

## 経歴
幼少の頃から転勤族に育つ。3つの小学校（東京・千葉・愛媛）を渡り歩き、早く友達をゲットするためにいろいろな遊びを開発。その頃の遊びがダンスのルーツ。高校創作ダンス部、大学モダンダンス部を経て、卒業後、生命保険会社にOLしながら「Study of Live works 発条ト（バネト）」（代表：白井剛）、「伊藤キム＋輝く未来」、「まことクラヴ」等のカンパニーでダンサーとして活動。海外公演の機会が増え、有休とれなくなりついに退職。辞めたからにはと、2003年ソロ活動開始。以降10か国30都市以上で自身の作品を上演。100人100様をモットーとしたワークショップや作品づくりを行い、これまでに演劇、音楽、美術、漫画などとコラボレーションをしジャンルにとらわれない幅広い活動をする。周囲を一気に巻き込み、独特な「間」からくる予測不可能、奇想天外な動きで展開されるユニークでパワフルなワールドが特徴。
現代美術家 束芋との代表作『錆からでた実』は2013年青山円形劇場にて初演、翌年第8回日本ダンスフォーラム賞を受賞。2016年には同作品の束芋ディレクションver.である「『映像芝居 錆からでた実』」を東京芸術劇場にて発表。2020年に英語タイトル“Fruits borne out of rust”として全米4都市ツアー（ロサンゼルス RED CAT、コネチカット州 Wesleyan University、ワシントンD.C. Kennedy Center、ニューヨーク Japan Society）をし好評を博す。
2017年には「ベートーヴェン交響曲第5番『運命』全楽章を踊る」を自ら企画し発表。第1楽章 MIKIKO（演出振付家）、第2楽章 森山未來（俳優・ダンサー）、第3楽章 石川直樹（写真家）、第4楽章 笠井叡（舞踏家・振付家）という全く異なるバックグラウンドを持つアーティストが各楽章の振付を担当し森下がソロで踊る。（初演:セゾン文化財団 　森下スタジオにて）以降、同作品をライフワークとして展開。
2018年には「ベートーヴェン交響曲第５番『運命』全楽章を踊る」 を、フランツ・リストがピアノ演奏用に編曲したピアノver.で、ピアノ:今西泰彦×とダンス:森下真樹の1対1に挑む。(青山スパイラルホールにて） 歓喜も苦悩も含めて生きることを肯定する踊りは力強いと評された。（朝日新聞）
その後も、日本フィルハーモニー交響楽団との共演（東京芸術劇場コンサートホールにて）や、八戸での収穫後の田んぼの中で第4楽章のみ上演、知床流氷フェスティバルにて氷の上で第1楽章のみ上演するなど、劇場のみならずあらゆる場所をステージとし果敢に挑んでいる。
2020年、岐阜県美術館での公演が新型コロナウイルス感染症拡大防止により中止となるが、無観客で撮影し映像作品として3ヶ月間期間限定で配信した。（本人は「コロナ禍では今までに当たり前にやれていたことがそう簡単にできない状況が続き、改めて現場のエネルギーを共有する尊さを実感。またどんな状況であれ、頑なに守りたいものと、逆に新たな発想でこだわりを転換させて新しい価値を生み出せることも知った。コロナ禍でしか起き得なかったこの数年はかけがえのないものとなった。」とコメントしている。） また、2021年、緊急事態宣言発令前夜に、フルオーケストラとの共演を果たした。（岩手県民会館にて）
2019年、森下が主宰するダンスカンパニー「森下スタンド」では、森下のソロ「運命」に対し、群舞でみせる 「ベートーヴェン交響曲第９番全楽章を踊る」を発表。「花火が大きく花開くかのような祝祭の時間」「全力で歌い上げるような群舞」と評され圧倒的なダンスで観客を驚かせた。 2021年、同作品はモノクロオーケストラと命名された連弾ピアノと合唱付き弦楽オーケストラと、日本で初めて第九が演奏された徳島にて共演。（あわぎんホールにて）
ベートーヴェンの交響曲全曲に振付ができないうちは死ねないと本人は言っている。
これまでにダンサーとして、黒沢美香『駈ける女』（出演：上村なおか、森下真樹　2013年スパイラルガーデン）、笠井叡『今晩は荒れ模様』（出演：上村なおか、黒田育世、 白河直子、寺田みさこ、森下真樹、山田せつ子、笠井叡　2015年 世田谷パブリックシアター、京都芸術劇場）、インバル・ピント＆アブシャロム・ポラック『100万回生きたねこ』（主演：森山未來、満島ひかり　2013年 東京芸術劇場）などの舞台作品に出演。
演劇界では劇作家 長塚圭史演出作品『11ぴきのネコ』の振付や、60歳以上の700人を越える「さいたまゴールド・アーツ・クラブ」（ノゾエ征爾演出）で振付を担当。
音楽界ではyanokami(矢野顕子×レイ・ハラカミ）ライブにダンスでゲスト出演。（2012年「TOKYO M.A.P.S」六本木ヒルズアリーナ、2013年 恵比寿リキッドルーム　出演：U-zhaan、砂原良徳、イルリメ、森下真樹） また、森下も音楽活動を行う。音楽家･粟津裕介と音楽ユニット「locolo code」を結成、ボーカルをつとめる。オリジナル曲『stringstream』はJ-WAVE「RADIO SAKAMOTO」で坂本龍一氏に絶賛される。現在iTunes Music Storeにて配信中。 吉澤嘉代子「ミューズ」MUSIC VIDEO（監督:千原徹也 出演:安達祐実）では振付を担当。 
また、THEZENKAI vol.7にて、女優 満島ひかり✕音楽家 玉井夕海✕森下真樹のコラボを2016年京都の清水寺にて上演。その他、漫画家 しりあがり寿や、作家 大宮エリーなど様々な分野のアーティストとコラボレーションをし活動の場を広げている。
地域に滞在し、その土地や人の個性を生かした作品づくりを得意としている。地域の特徴などをひろいあげて「うずうず音頭」をつくる活動も展開している。
ダンスの普及・育成活動としては、（財）地域創造公共ホール現代ダンス活性化事業支援登録アーティストとして、これまで30都市以上で「100人いれば100通りの顔や性格があるようにダンスがある！」をモットーに、子どもから高齢者まで幅広い世代へ向けたダンスワークショップなどを行い「ダンスとの楽しくて幸せな出会いの場」をつくることが自身の使命だと言っている。 （公財）セゾン文化財団シニア・フェロー（2015年〜2017年）。 （公財）地域創造公共ホール現代ダンス活性化事業支援登録アーティスト。

## 主な公演
- 『デビュタント』2003年
- 『コシツ』 2004年
- 『森下真樹ダンスショウ！！』 2005年
- 『うず巻』2008年

## 受賞
- 横浜ダンスコレクションソロ･デュオ< Compétition >にて（公財）横浜市芸術文化振興財団賞受賞（2004年）
- 東京コンペ#2にて優秀賞受賞（2005年）
- 第8回日本ダンスフォーラム賞受賞（2014年）